# Alethea
Alethea  è un nome proprio di persona inglese femminile.

## Varianti
- Femminili: Alathea[2], Aletha[1], Aleta[1]
  - Ipocoristici: Letha[1]

## Origine e diffusione
È un nome nato nel XVII secolo, che si basa sul greco antico ἀλήθεια (aletheia), che vuol dire "verità".

## Onomastico
Il nome è adespota, cioè non è portato da alcuna santa. L'onomastico quindi si festeggia il giorno di Ognissanti, che è il 1º novembre.

## Persone

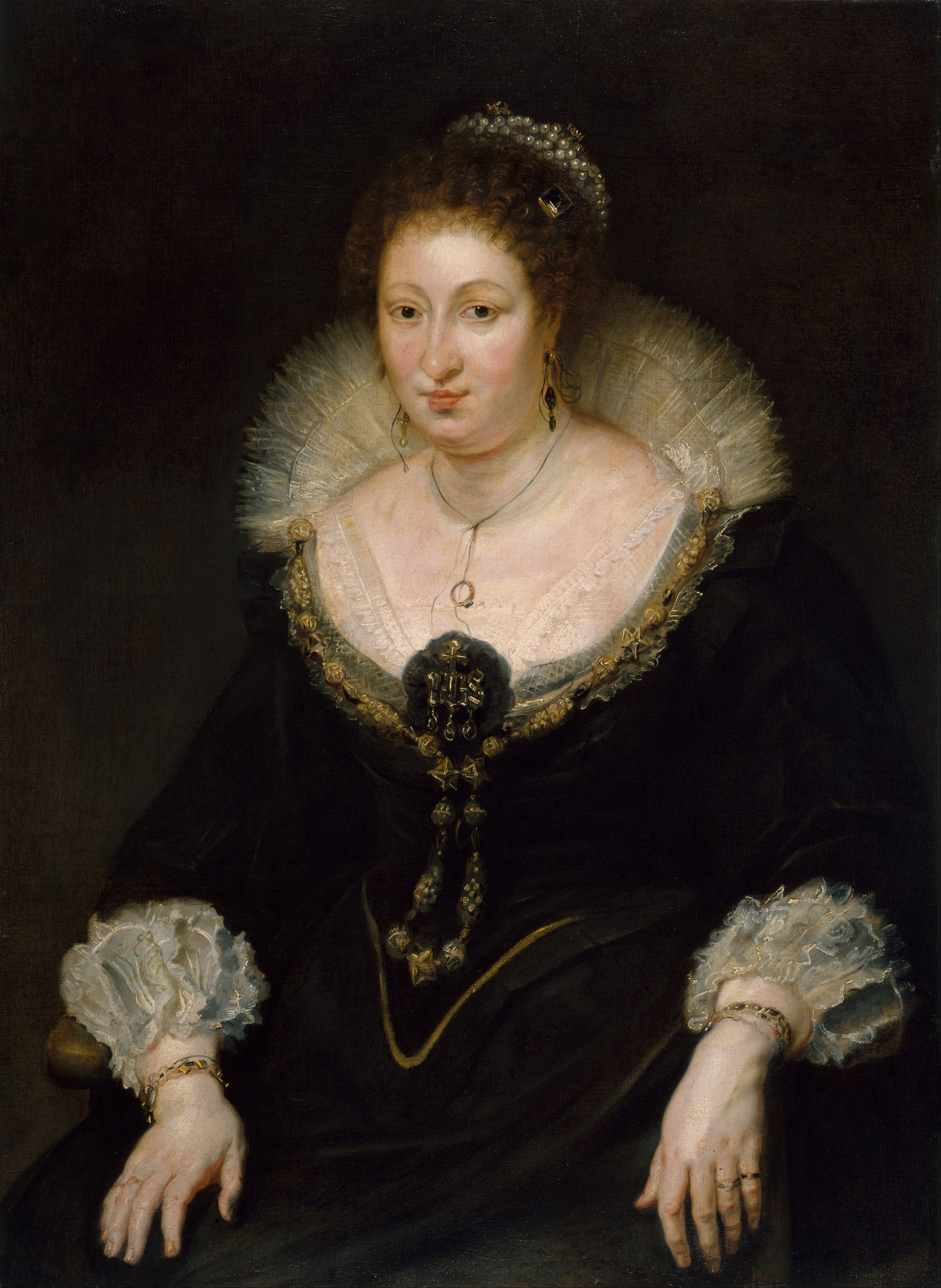
Alethea Talbot

- Alethea McGrath, attrice australiana
- Alethea Sedgman, tiratrice australiana
- Alethea Talbot, nobile britannica

## Il nome nelle arti
- Alethea Pontifex è un personaggio del romanzo di Samuel Butler Così muore la carne.